# Saint-Martin-de-la-Porte
Saint-Martin-de-la-Porte è un comune francese di 727 abitanti situato nel dipartimento della Savoia della regione dell'Alvernia-Rodano-Alpi.

## Società

### Evoluzione demografica
Abitanti censiti